# 瑟雷姆區
50°15′00″N 52°33′36″E / 50.25000°N 52.56000°E

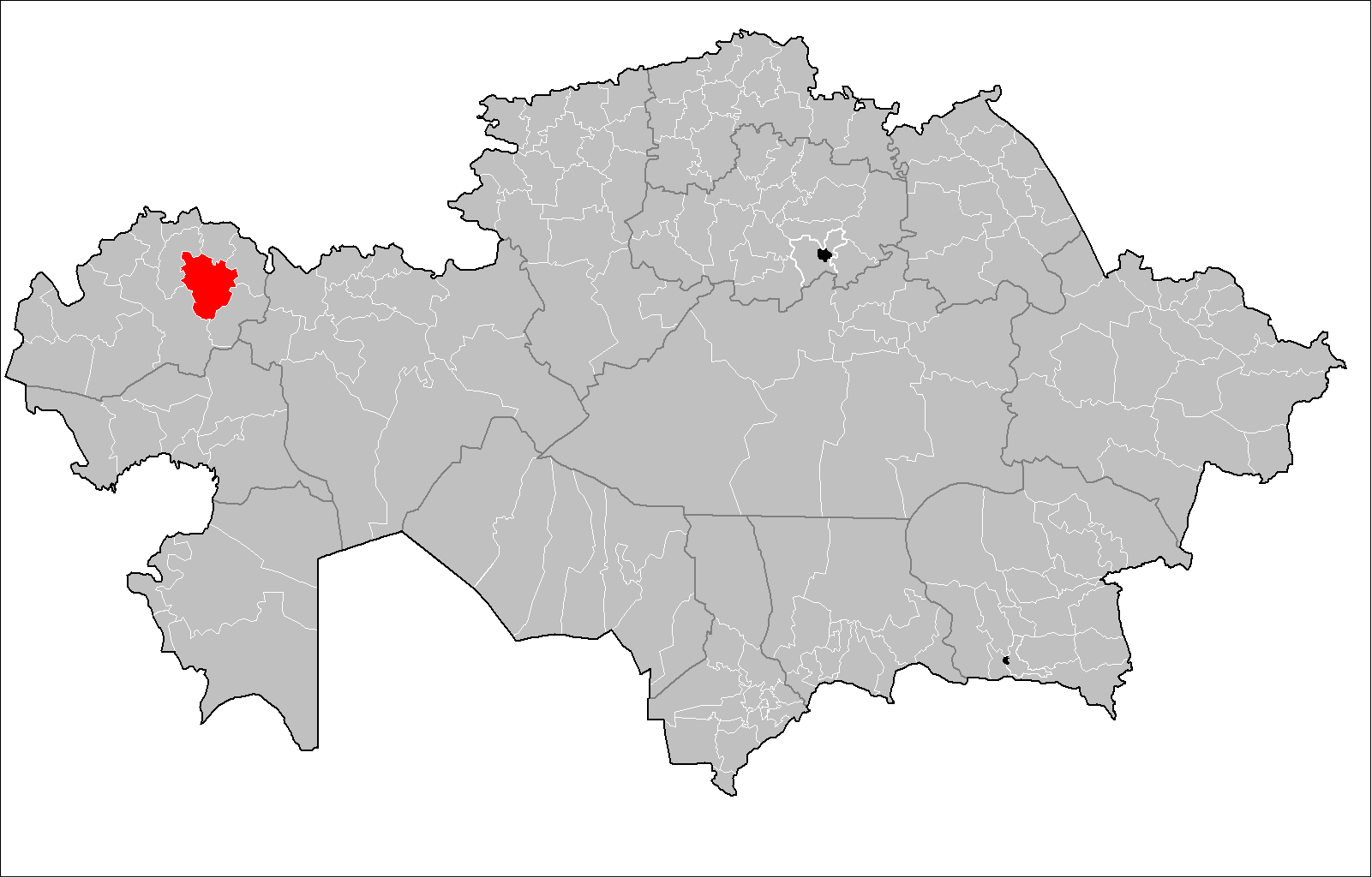

瑟雷姆區是哈薩克斯坦的行政區，位於該國西北部，由西哈薩克斯坦州負責管轄，首府設於日姆皮特，始建於1928年，面積11,900平方公里，2019年人口18,924。